# Cirrocumulus

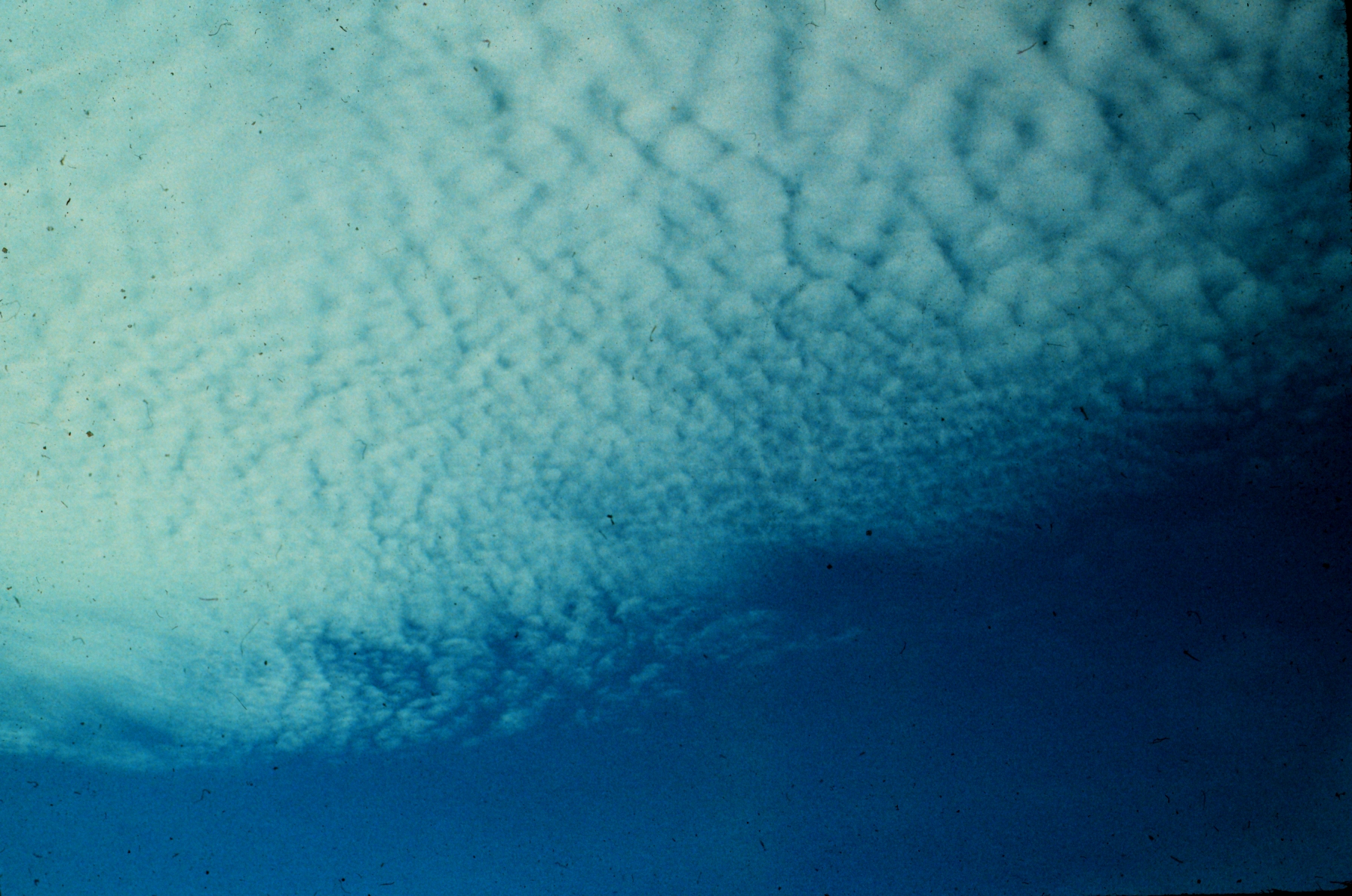
Cirrocumulusmoln i övre delen av bilden.

Cirrocumulus eller makrillmoln, förkortas Cc, är ett huvudmolnslag och en av de tre huvudsakliga genustyperna av troposfäriska moln på hög höjd, de andra två är cirrus och cirrostratus. De bildas på 5 000–12 000 meters höjd i horisontella lager när cirrus eller cirrostratus är uppvärmda långsamt underifrån.
Till skillnad från andra troposfäriska moln på hög höjd som cirrus och cirrostratus innehåller cirrocumulus en liten mängd droppar av flytande vatten, även om dessa är i en underkyld form. Iskristaller är den dominerande komponenten, och vanligtvis orsakar iskristallerna att de underkylda vattendropparna i molnet snabbt fryser och omvandlar cirrocumulus till cirrostratus. Denna process kan också ge nederbörd i form av ett stråk bestående av is eller snö. Cirrocumulusmoln är alltså vanligtvis kortlivade. De bildas allmänna bara som en del av en kortlivad övergångsfas inom ett område med cirrusmoln och kan också bildas kortvarigt som ett resultat av att en del av ett cumulonimbusstäd bryts sönder.
Ordet cirrocumulus hänvisar korrekt till varje moln, men används vanligtvis också för att avse en hel del av cirrocumulus. När det används på detta sätt ses varje cirrocumulus-element som ett "moln".

## Utseende

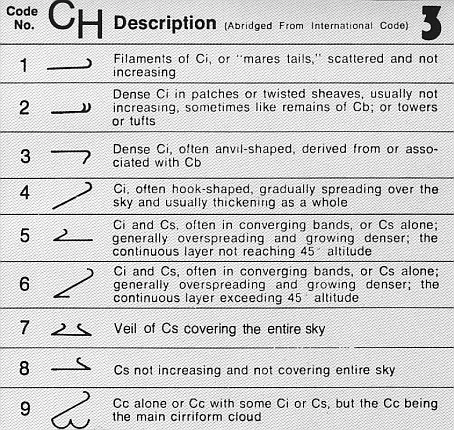
Väderkartsymboler med högt moln

Cirrocumulus är ett moln av den stratocumuliforma fysiska kategorin som uppvisar både stratiforma och cumuliforma egenskaper och uppträder vanligtvis som vita, fläckiga skivor med krusningar eller tofsar utan grå skuggning. Varje moln verkar inte vara större än ett finger som hålls på armlängds avstånd. Dessa är ofta organiserade i rader som andra cumuliformade och stratocumuliforma moln, men eftersom de är så små får cirrocumulusfläckar ett finare utseende, ibland också kallat "fiskbens" eller "makrillhimmel". Cirrocumulus är kodad CH9 för huvudsläktet och alla underformer.
Cirrocumulus skiljer sig från altocumulus på flera sätt, även om de två stratocumuliforma släkttyperna ibland kan förekomma tillsammans utan någon tydlig avgränsning mellan dem. Cirrocumulus förekommer generellt på högre höjder än altocumulus, så "molnen" verkar mindre, eftersom de är längre bort från observationen på marknivå. De är också kallare. Cirrocumulusmoln kastar aldrig självskuggor och är genomskinliga till en viss grad. De finns också vanligtvis bland andra cirrusmoln på himlen och ses vanligtvis själva förvandlas till dessa andra typer av cirrus. Detta inträffar ofta i framkanten av en varmfront, där många typer av cirriformiga moln kan förekomma.

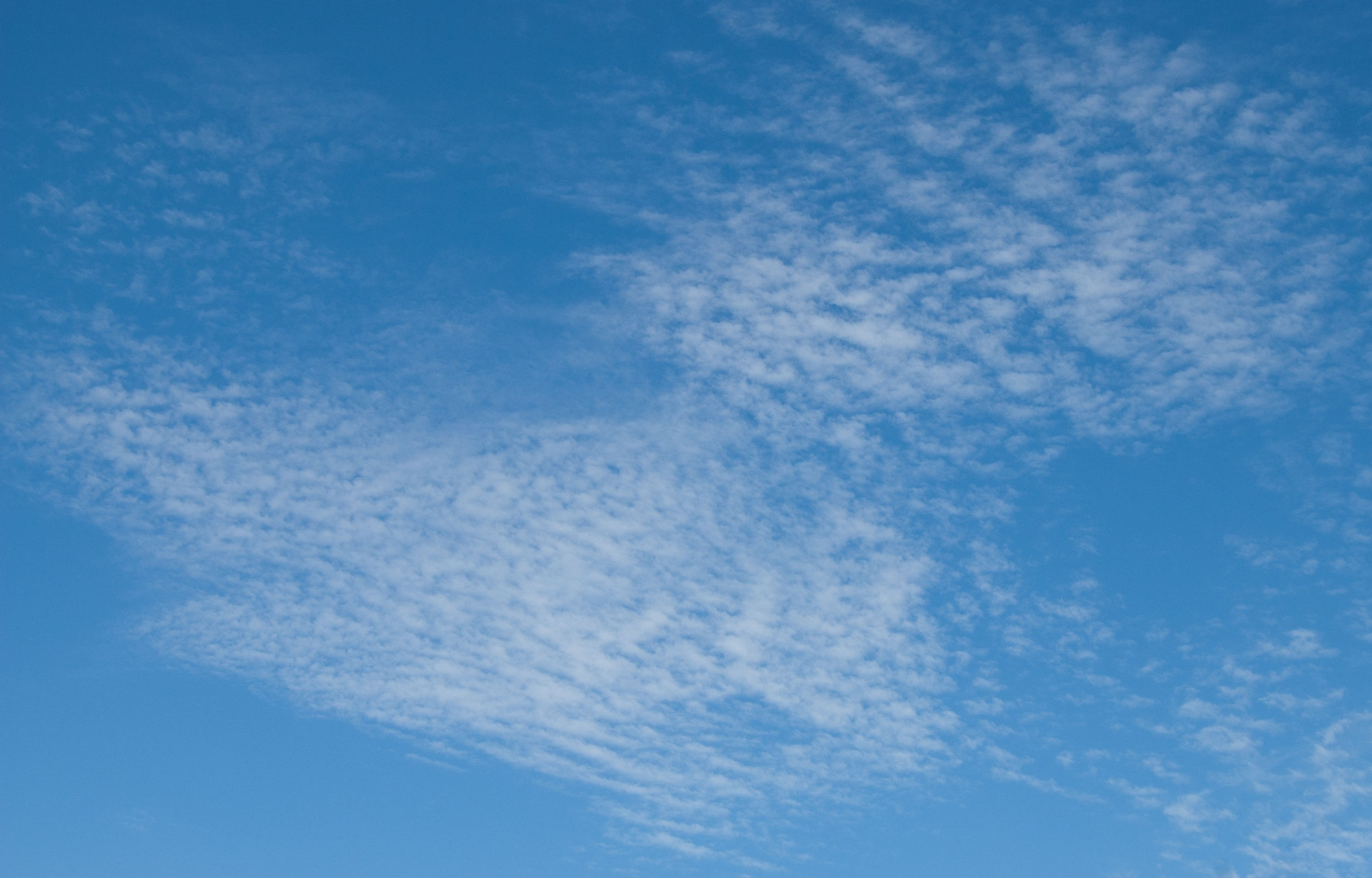
Cirrocumulusmoln på en sommareftermiddag

Cirrocumulusmoln tenderar att reflektera de röda och gula färgerna under en solnedgång och soluppgång, så de har kallats "ett av de vackraste molnen". Detta beror på att de reflekterar de ospridda ljusstrålarna från den tidiga morgon- eller kvällssolen, och dessa strålar är gula, orange, röda och ibland lila.

## Prognoser
Cirrocumulus bildas vanligtvis bara fläckvis. Om det bildas fläckvis med cirrus eller cirrostratus och molnen sprider sig över himlen betyder det oftast regn om 8–10 timmar (kan vara mer om fronten är långsamtgående). Endast små fläckar av cirrocumulus och kanske några cirrusvispar brukar innebära en fortsättning på bra väder (även om detta också kan ses i samband med skurar och åskväder). Om det syns efter regn betyder det oftast att vädret förbättras.

## Undertyper
- Typer: Cirrocumulus stratiformis (Cc str) är en av fyra typer och uppträder i form av relativt platta stratocumuliforma skivor eller fläckar. Typen cirrocumulus lenticularis (Cc len) har fått sitt namn från den linsformade strukturen hos detta moln som är avsmalnande i varje ände. Cirrocumulus castellanus (Cc cas) har cumuliformade ansamlingar som ger molnet ett delvis eller huvudsakligen upptornat utseende. När de cumuliformade delarna har ett mer tuftat utseende får den artnamnet cirrocumulus floccus (Cc flo).[8] Cirrocumulus med castellanus-uppbyggnader kan visa en viss vertikal utsträckning, men klassificeras vanligtvis inte som vertikala eller multi-etagemoln.

- - Varianter: Denna släkttyp är alltid genomskinlig och har därför inga opacitetsbaserade typer. Men liksom cirrus kan vissa cirrocumulustyper ibland delas in i mönsterbaserade typer. Typen undulatus har en vågig böljande bas och ses mest med typerna stratiformis och lenticularis. Typen lacunosus innehåller cirkulära hål orsakade av neddrag i molnet och är främst förknippad med typerna stratiformis, castellanus och floccus.[9]

- -     - Nederbördsbaserad tilläggsfunktion: Cirrocumulus producerar ibland virga, nederbörd som avdunstar innan den når marken.

- -     - Molnbaseradnde funktion: Moder i form av nedåtbildande bubblor ses sällan som en molnfylld kompletterande funktion.[10]

- -     - Modermoln: Denna släkttyp har inga erkända genitus modermoln. Cirrocumulus stratiformis, cirromutatus eller cirrostratomutatus kan dock bero på att skivor eller filament av höga moln får en stratocumuliform struktur som ett resultat av konvektion på hög höjd. Ett högt lager av vit eller ljusgrå altocumulus av en viss typ kan tunnas ut till ren vit cirrocumulus altocumulomutatus av samma typ.

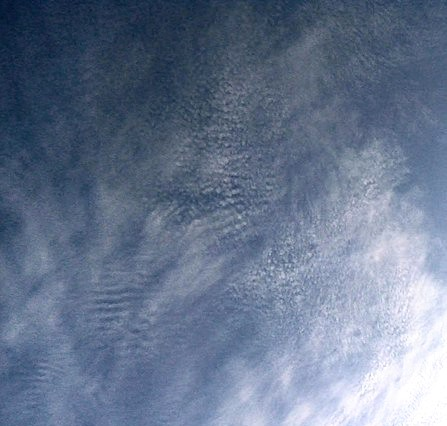
Cirrocumulus undulatus-moln